# Domenico Corvi
Domenico Corvi (ur. 16 września 1721 w Viterbo, zm. 22 lipca 1803 w Rzymie) − malarz włoski.
Po przybyciu do Rzymu w 1736 uczył się u Francesco Manciniego. Zaczęto zamawiać u niego obrazy dla Palazzo Borghese, Palazzo Doria-Pamphili i Palazzo dei Conservatori. Malował m.in. dla przyszłego kardynała Bernardino Antonellego oraz kardynała Camillo Paolucciego. W 1771 namalował fresk Tryumf Apolla w  Villa Borghese. W 1782 kolejny przedstawiający Aurorę.